# Ришар Вагнер
Ришар Вагнер (фр. Richard Wagner, нар. 2 квітня 1957, Монреаль, Квебек, Канада) — канадський юрист, Верховний суддя Канади (з 2017). З 23 січня 2021 року по 26 липня 2021 року одночасно є Адміністратором уряду (виконуючим обов'язки генерал-губернатора) Канади.

## Біографія
Народився 2 квітня 1957 року у Монреалі. Дід Рішара — німецький гебрей, іммігрував до Канади з Баварії. Батько — юрист Клод Вагнер, що згодом став відомим політиком: депутатом Національних зборів Квебеку (1964—1970), членом Палати громад Канади (1972—1978) і сенатором (1978—1979). Мати — Жизель Вагнер (уроджена Нормандо).
В 1979 році закінчив юридичний факультет Оттавського університету. В 1980 році обійняв посаду у Колегії адвокатів Квебека. Працював у фірмі Lavery, de Billy, де спеціалізувався на справах, пов'язаних з нерухомістю та страхуванням професійної відповідальності.
24 вересня 2004 році був призначений до Верховного суду Квебеку від округу Монреаль. В 2011 році перейшов до вищестоящого Апеляційного суду Квебека, а рік по тому став молодшим суддею Верховного суду Канади.
18 грудня 2017 року прем'єр-міністр Джастін Трюдо номінував Вагнера на посаду Верховного судді Канади, що звільнилася після відставки Беверлі Маклаклін.. Після призначення Вагнер також став членом Таємної ради Королеви для Канади за посадою.
З 23 січня 2021 року, після відставки генерал-губернатора Жулі Паєтт, є Адміністратором уряду(виконуючим обов'язки генерал-губернатора), зберігаючи при цьому посаду головного судді.

## Особисте життя
Одружений з Кетрін Мандевілль. Має двох дітей, також юристів.